# Pio Baldi
Pio Baldi (* 6. Juni 1945 in Rom) ist ein italienischer Architekt. 

## Leben
Pio Baldi war nach seinem Architekturstudium an der römischen Universität La Sapienza mehrere Jahre als freier Architekt tätig. 1977 wurde er Mitarbeiter des Ministeriums italienisches Erbe und kulturelle Aktivitäten. Zudem lehrte er an verschiedenen Universitäten in Italien, aber auch im Ausland.
Es war Superintendent für Umweltgüter, Architektur und Landschaft von Siena, Lazio, Kalabrien und Kampanien und hatte die Leitung der Generaldirektion für Architektur und zeitgenössische Kunst (DARC Direzione generale per l’Architettura e l’Arte contemporanee), einer Abteilung des Ministeriums für Kulturgüter und Tourismus, inne. Baldi war mit zahlreichen Restaurierung von Denkmälern und Neubauten von Kulturobjekten befasst, darunter das von den Architekten Zaha Hadid und Patrik Schumacher geplanten MAXXI – Museo nazionale delle arti del XXI secolo, des Nationalen Museums der Künste des XXI. Jahrhunderts in Rom. Er war Mitglied des Nationalen Rates für die Kulturgüter. 
Baldi war von 2009 bis 2012 Präsident der Accademia di San Luca. Am 6. Dezember 2016 wurde er von Papst Franziskus zum Präsidenten der Päpstlichen Akademie der schönen Künste und der Literatur berufen.
Er ist der Autor von Essays, Büchern und Fachartikeln über Kultur- und Kunsterbe sowie zeitgenössische Architektur.